# Mesoderm
Mesoderm är det mittersta av den tidiga embryonala utvecklingens tre groddblad. Mesodermet ligger mellan ektodermet och endodermet. Från mesodermet utvecklas bland annat ben, brosk, muskler, bindväv, blod och hudens innersta lager.